# The Royal Highland Fusiliers (Princess Margaret's Own Glasgow and Ayrshire Regiment)

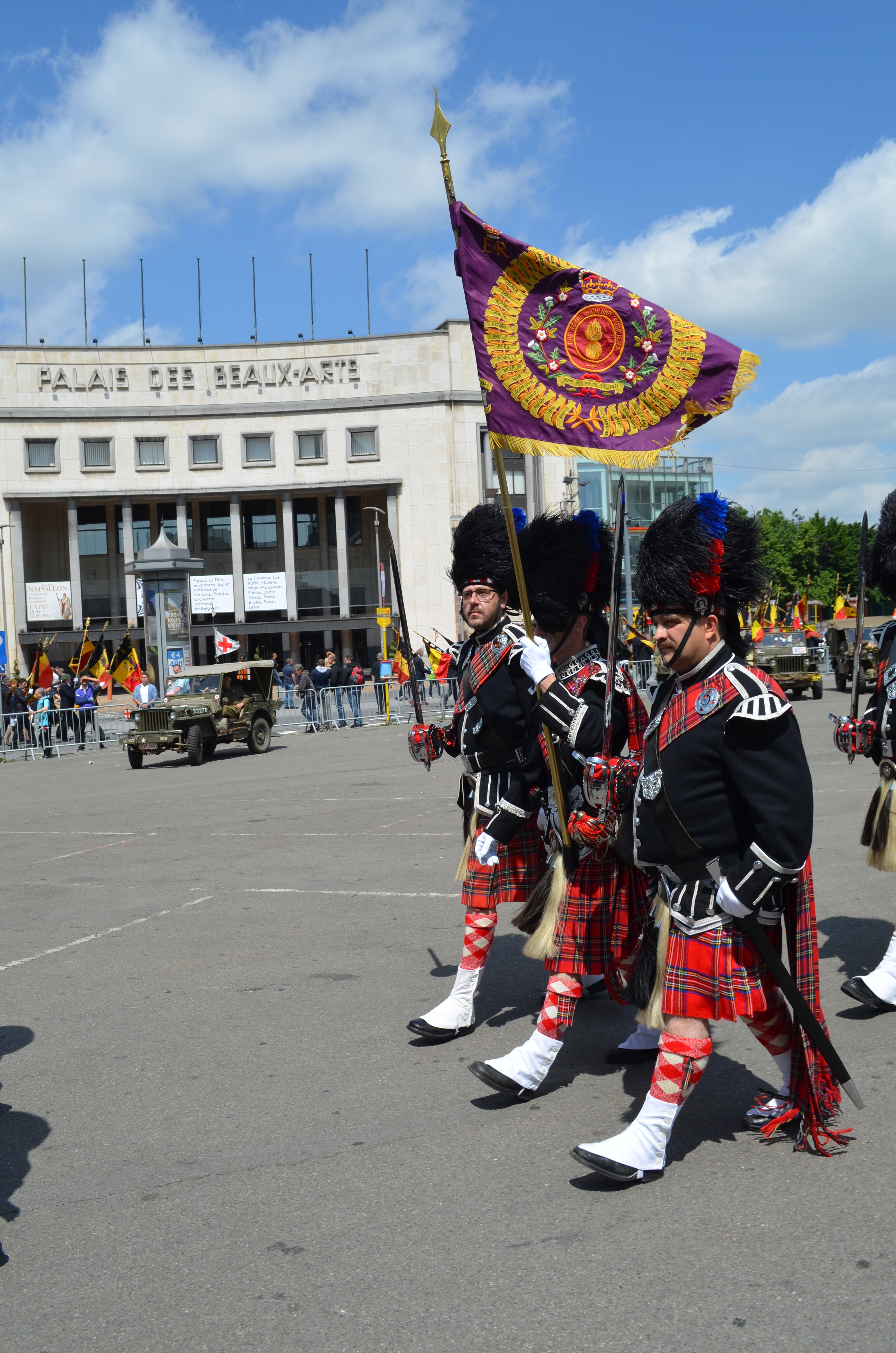
Porte-drapeaux des Royal Highland Fusiliers à Charleroi en 2015.

The Royal Highland Fusiliers (Princess Margaret's Own Glasgow and Ayrshire Regiment) était un régiment de la British Army.

## Généralité
- Quartier-général du régiment : Glasgow, Écosse
- Devise : Nemo Nos Impune Lacessit (Personne ne nous provoque impunément.)

## Historique

### Le Royal Scots Fusiliers
Considéré comme le deuxième régiment écossais le plus vieux, le Royal Scots Fusiliers trouve son origine dans le Earl of Mar’s Regiment of Foot. Il fut levé en 1678 par Charles Erskine, comte de Mar, en raison de troubles religieux en Écosse durant cette époque.
En 1751, le Royal Scots Fusiliers prit le rang 21 dans la liste des régiments britanniques.
En 1857, il prit le nom de Royal Scots Fusiliers.
En 1948, les 1er et 2e Bataillon des Royal Scots Fusiliers fusionnèrent.

### Le Royal Highland Light Infantry
Le Royal Highland Light Infantry vit le jour en 1881 grâce à la fusion des 71e et 74e régiment d’infanterie. Cela permit de créer un régiment à deux bataillons : le 1er Bataillon était l’héritier du 71e régiment d’infanterie par changement d’appellation et le 2nd du 74e régiment.
Le 71e régiment d’infanterie (en anglais 71st Foot Regiment) fut levé en 1777 par John Mackenzie, fils du comte de Cromarty. Au début de son histoire, il portait le rang 73 sur la liste des régiments d’infanterie ; il n’acquit le rang 71 qu’en 1786. Il gagna en 1809 la dénomination Light Infantry (infanterie légère). Quant au 74e Régiment d’Infanterie (en anglais 74th Foot Regiment), il trouve ses origines du 74th Highland Regiment of Foot, levé en 1787.
En 1947, le gouvernement britannique fusionna les 1er et 2e bataillons du Royal Highland Light Infantry.

### Le Royal Highland Fusiliers
En 1959, le Royal Highland Fusiliers (Princess Margaret’s Own Glasgow and Ayrshire Regiment) fut créé par la fusion de deux régiments écossais :
- The Royal Scots Fusiliers ;
- The Royal Highland Light Infantry.

En 1991, le Royal Highland Fusiliers participa à la Guerre du Koweït (1990-1991).
En 2006, le Royal Highland Fusiliers fut amalgamé au Royal Regiment of Scotland et porte désormais le nom de The Royal Highland Fusiliers, 2nd Battalion, The Royal Regiment of Scotland.
En raison de ses successives fusions, The Royal Highland Fusiliers possède le plus grand nombre de battle honours (citations) de l’armée de terre britannique, soit 200[réf. nécessaire].